# 1998 QK75
1998 QK75 är en asteroid i huvudbältet som upptäcktes den 24 augusti 1998 av LINEAR i Socorro County, New Mexico.
Asteroiden har en diameter på ungefär 7 kilometer och den tillhör asteroidgruppen Eos.